# Риччио, Анн-Гаэль
Анн-Гаэль Риччио (фр. Anne-Gaëlle Riccio, родилась 14 февраля 1978 в Туре) — французская телеведущая, известная по игре «Форт Боярд», соведущей которой была с 2006 по 2009 годы.

## Биография
Начала свою телевизионную карьеру, будучи ещё школьницей: в 1996 году она дебютировала на музыкальном канале MCM под именем Анн-Гаэль. Вела там передачи о музыке «MCM Home Vidéo», «Le Journal de la Musique», «Le Hit» и «L'Integrale». Кроме того, она вела передачу о кино «Clap» и спортивную программу «Sub Culture».
Окончила в 2000 году университет с дипломом специалиста в области средств массовой информации. Через три года Анн-Гаэль появилась на телеканале M6, где снова стала ведущей одновременно нескольких программ. Среди них были «Plus Vite que la Musiqe», «Génération Hit», «Turbissimo», «Sérial Piégeurs» и передача «Grands Classements», которую она вела совместно с Лораном Бойе.
В 2005 году Анн-Гаэль переходит на канал MTV France, где становится ведущей шоу «MTV Dance Crew». В том же году она впервые посещает Форт Боярд и участвует в одноимённой игре в составе команды призёров Олимпийских игр. Летом следующего года она становится соведущей в телеигре вместо ушедшей Сары Лелюш, должность которой занимала до конца 2009 года. Помимо этого, она ведёт новое шоу «Les Stars Pètent les Plombs» на телеканале MTV, а также дебютирует на France 2 как ведущая «Le Bêtisier de Noël», «CD'aujourd'hui» и «La 1000-e» и участвует в проекте «Rire Contre le Racisme» на телеканале France 4.
В начале 2008 года на телеканале France 2 она запускает совместно с Кристофом Онделяттом тележурнал «Vendredi, si ça me dit!», который был закрыт в ноябре месяце из-за низких рейтингов. В 2009 году совместно с Оливье Мином (своим соведущим по «Форту Боярду») Анн-Гаэль открывает ещё одну программу «La nuit de...» на TF6, а также ведёт новогоднее шоу на MCM.
По окончании 2009 года дирекция телеканала France 2 заявила, что недовольна рейтингами телепередачи «Форт Боярд», и предложила изменить правила игры, что вызвало недовольство Анн-Гаэль (должность соведущей стала всего лишь формальностью). Она заявила о своём скором уходе из телепередачи и в феврале 2010 года официально покинула шоу. Тем не менее, Риччио не прекратила сотрудничество с телегруппой France Télévisions. 12 мая 2010 Анн-Гаэль выпустила на канале France 4 новое шоу «Les humoristes font leur show». Позже Анн-Гаэль участвовала ещё в нескольких выпусках шоу как игрок в составе разных команд.
7 сентября 2010 Анн-Гаэль появилась на телеканале Animaux как ведущая документального сериала «Dans l'ombre des dinosaures». В декабре 2010 года она официально представлена как ведущая телеканала TF6, а с 17 июня 2011 года она ведёт лотерею «Euromillions» на France 2.
В 2012 году перешла на детский телеканал Gulli, ведущая шоу Primes d'humour с Жуаном Фаджанелли; в 2013 году вела программу Les Crazy Games à la neige с Филиппом Канделоро.

## Семья
В первом браке удочерила дочь по имени Луна. Замужем во втором браке (супруг — Николя), воспитывает троих с Николя детей: дочь Таис (2 марта 2008), сын Саша (31 января 2011) и дочь Клео (23 марта 2018).